# Bahnstrecke Torbalı–Ödemiş Şehir
| Streckenlänge: | 62,9 km              |                                        |                                        |
| Spurweite: | 1435 mm (Normalspur) |                                        |                                        |
| |                      |                                        |                                        |
| \| \| \| Bahnstrecke İzmir–Eğirdir von İzmir \| \| \| \| 0 \| Torbalı \| Torbalı \| \| \| \| Bahnstrecke Izmir–Eğirdir nach Eğirdir \| \| \| \| 3,0 \| km 51 + 650 \| km 51 + 650 \| \| \| 6,7 \| Gürgür \| Gürgür \| \| \| 9,4 \| Taskesik \| Taskesik \| \| \| 14,0 \| Arıkabası \| Arıkabası \| \| \| 19,4 \| Karpuzlu \| Karpuzlu \| \| \| 21,8 \| Elifi \| Elifi \| \| \| 24,0 \| Furunlu \| Furunlu \| \| \| 28,2 \| Bayındır \| Bayındır \| \| \| 32,9 \| Yakaköy \| Yakaköy \| \| \| 36,5 0 \| Çatal \| Çatal \| \| \| \| \| \| \| \| 38,5 - \| Ibrahimbey \| Ibrahimbey \| \| \| 40,4 - \| Huseyınağaras \| Huseyınağaras \| \| \| 47,5 - \| Tire \| Tire \| \| \| 2,6 \| km 87 + 750 \| km 87 + 750 \| \| \| 8,0 \| Derebaşı \| Derebaşı \| \| \| 10,6 \| Doyranlı \| Doyranlı \| \| \| 14,3 \| km 99 + 400 \| km 99 + 400 \| \| \| 15,0 \| İkkurşun \| İkkurşun \| \| \| 20,4 \| Beytiköy \| Beytiköy \| \| \| 24,9 \| Ödemiş \| Ödemiş \| \| \| 26,4 \| Ödemiş Şehir \| Ödemiş Şehir \| |                      |                                        |                                        |
| Strecke |                      | Bahnstrecke İzmir–Eğirdir von İzmir    | Bahnstrecke İzmir–Eğirdir von İzmir    |
| Bahnhof | 0                    | Torbalı                                | Torbalı                                |
| Abzweig geradeaus und nach rechts |                      | Bahnstrecke Izmir–Eğirdir nach Eğirdir | Bahnstrecke Izmir–Eğirdir nach Eğirdir |
| ehemaliger Bahnhof | 3,0                  | km 51 + 650                            | km 51 + 650                            |
| Bahnhof | 6,7                  | Gürgür                                 | Gürgür                                 |
| Bahnhof | 9,4                  | Taskesik                               | Taskesik                               |
| Bahnhof | 14,0                 | Arıkabası                              | Arıkabası                              |
| Bahnhof | 19,4                 | Karpuzlu                               | Karpuzlu                               |
| Bahnhof | 21,8                 | Elifi                                  | Elifi                                  |
| Bahnhof | 24,0                 | Furunlu                                | Furunlu                                |
| Bahnhof | 28,2                 | Bayındır                               | Bayındır                               |
| Bahnhof | 32,9                 | Yakaköy                                | Yakaköy                                |
| Bahnhof | 36,5 0               | Çatal                                  | Çatal                                  |
| Strecke von links · Abzweig geradeaus und nach rechts |                      |                                        |                                        |
| Bahnhof · Strecke | 38,5 -               | Ibrahimbey                             | Ibrahimbey                             |
| Bahnhof · Strecke | 40,4 -               | Huseyınağaras                          | Huseyınağaras                          |
| Kopfbahnhof Streckenende · Strecke | 47,5 -               | Tire                                   | Tire                                   |
| Bahnhof | 2,6                  | km 87 + 750                            | km 87 + 750                            |
| Bahnhof | 8,0                  | Derebaşı                               | Derebaşı                               |
| Bahnhof | 10,6                 | Doyranlı                               | Doyranlı                               |
| ehemaliger Bahnhof | 14,3                 | km 99 + 400                            | km 99 + 400                            |
| Bahnhof | 15,0                 | İkkurşun                               | İkkurşun                               |
| Bahnhof | 20,4                 | Beytiköy                               | Beytiköy                               |
| Bahnhof | 24,9                 | Ödemiş                                 | Ödemiş                                 |
| Kopfbahnhof Streckenende | 26,4                 | Ödemiş Şehir                           | Ödemiş Şehir                           |

Die Bahnstrecke Torbalı–Ödemiş Şehir gehört zum Netz der Türkiye Cumhuriyeti Devlet Demiryolları (TCDD) und verbindet die namengebenden Städte Torbalı und Ödemiş in der Türkei.

## Geschichte
Die Strecke wurde am 1. September 1893 bis Tire, 1894 bis Ödemiş Şehir von der Ottoman Railway Company (ORC), einer mit britischem Kapital ausgestatteten Gesellschaft, eröffnet. Sie erschloss das fruchtbare Hinterland des damaligen Smyrna (heute: İzmir) und verbesserte die Anbindung zwischen den Anbaugebieten und dem zentralen Markt und Exporthafen.
Die ORC wurde am 1. Juni 1935 verstaatlicht, da die Türkei bestrebt war, die in unterschiedlichen Händen befindlichen Eisenbahnstrecken auf ihrem Territorium in einer Staatsbahn zu vereinigen. Damit kam auch die Bahnstrecke Torbalı–Ödemiş Şehir und ihre Zweigstrecke nach Tire in den Besitz der TCDD.